# Vydritsa (vattendrag i Vitryssland, Vitsebsks voblast, lat 54,67, long 30,47)
Vydritsa (ryska: Выдрица) är ett vattendrag i Belarus.   Det ligger i voblasten Vitsebsks voblast, i den nordöstra delen av landet, 210 km öster om huvudstaden Minsk.
Trakten runt Vydritsa består till största delen av jordbruksmark. Runt Vydritsa är det ganska tätbefolkat, med 75 invånare per kvadratkilometer.